# Helvetinjärvi Nationalpark
Helvetinjärvi Nationalpark (finsk: Helvetinjärven kansallispuisto, bogstaveligt talt "Helvedessøen Nationalpark") er en nationalpark i Pirkanmaa- regionen i Finland. Den ligger i Ruovesi kommune og har et areal på 49,8 km2 . Parken blev grundlagt i 1982 og administreres af den finske skovstyrelse Metsähallitus .
Parken repræsenterer de vilde skove i Tavastia- regionen. Området inkluderer dybe kløfter og dramatiske landskaber dannet af vandløb der strømmer gennem grundfjeldet. Den mest imponerende attraktion er kløften Helvetinkolu i den sydøstlige ende af søen Helvetinjärvi.